# Caesarsallad
Caesarsallad är en sallad från 1920-talet som är vanlig i det amerikanska köket. Originalreceptet innehöll romansallat, vitlöksdoftande olivolja, worcestershiresås, citronjuice, vitlöksdoftande krutonger, parmesan och ägg.
Rätten skapades av Caesar Cardini, som till ena hälften var italienare och andra hälften mexikan. Efter första världskriget flyttade han med sin bror från Milano i Italien till San Diego i USA, men drev en restaurang i Tijuana i Mexiko för att locka över amerikaner som tröttnat på alkoholförbudet.
Enligt en legend, berättad av hans dotter Rosa, skall han ha skapat rätten på USA:s nationaldag den 4 juli 1924. Maten höll på att ta slut i köket, så han fick hitta på ett nytt recept utifrån vad han hade kvar, och introducerade den nya salladen under en föreställning framför de väntande restauranggästerna.
Många tillägg till originalreceptet förekommer. Några exempel är sardeller, kyckling, bacon, senap, grädde och majonnäs.